# Johannes Gerhardus Kramer

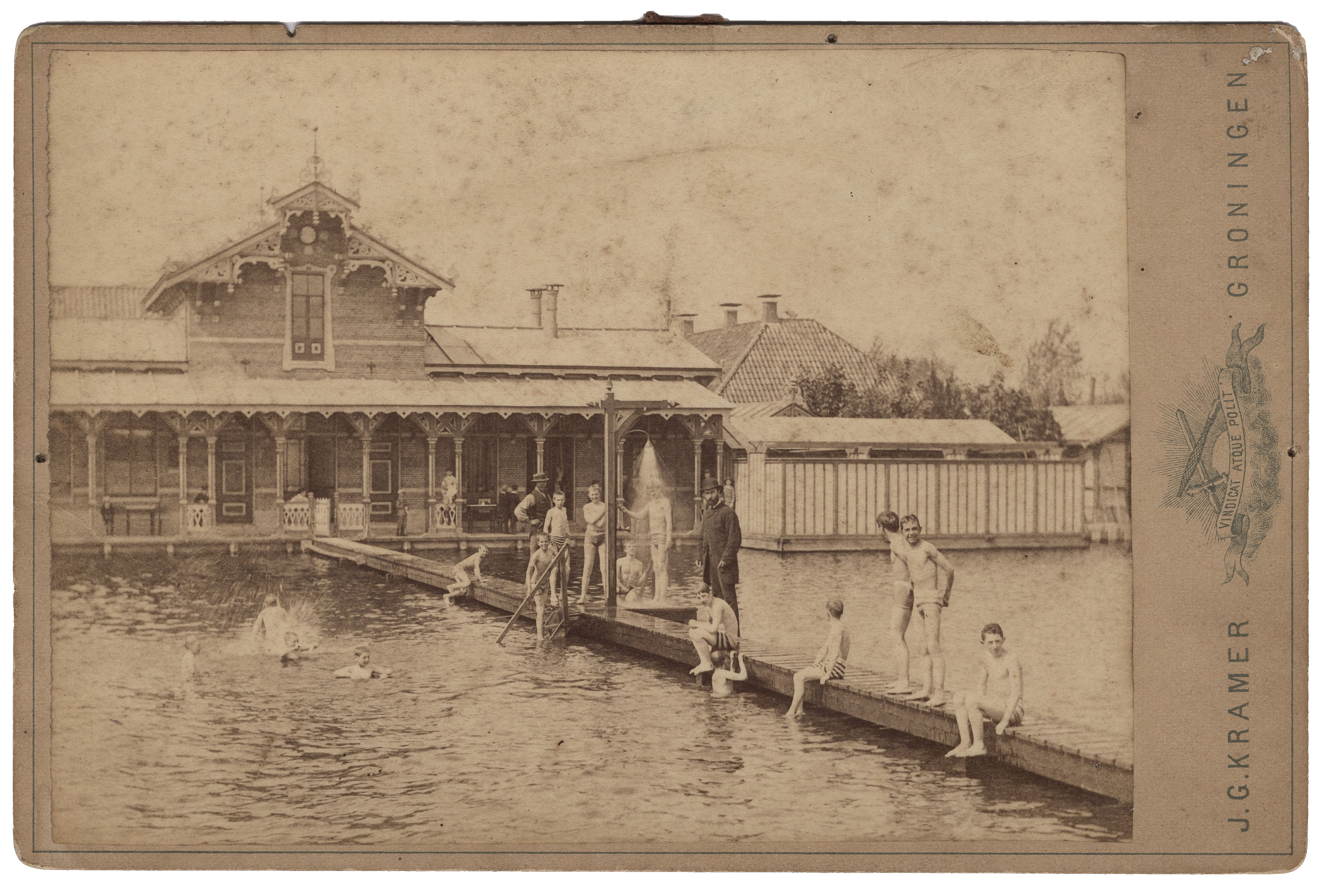
Het Badhuis in Groningen

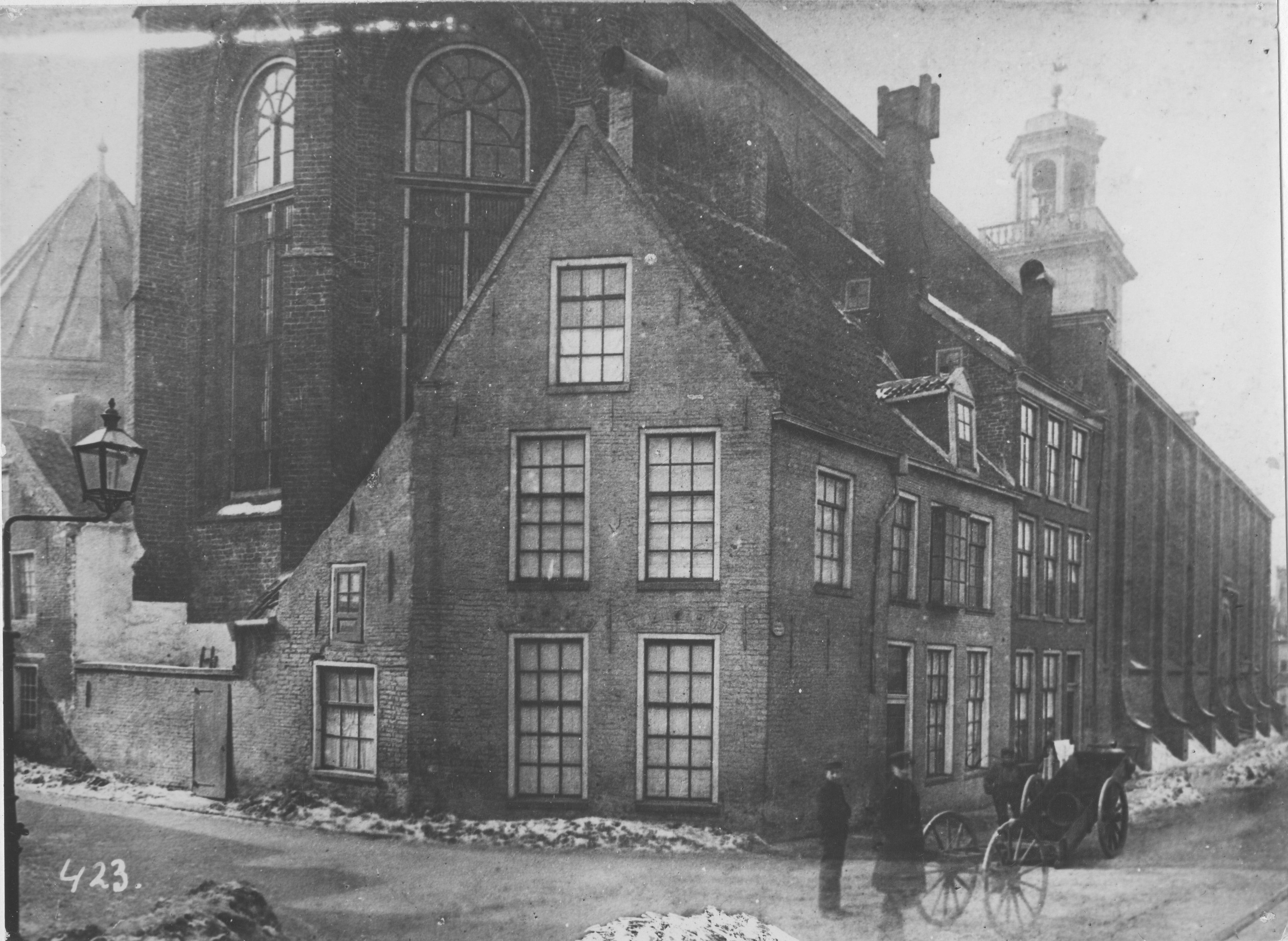
Kramers woonhuis en atelier bij de Broerkerk

Johannes Gerhardus Kramer (Groningen, 10 december 1845 - aldaar, 4 december 1903) was een Nederlandse fotograaf  die met Johannes Hinderikus Egenberger en Friedrich Julius von Kolkow behoorde tot de pioniers in de stad Groningen.

## Leven en werk
Kramer werd geboren in Groningen als zoon van koopman in manufacturen Hendericus Kramer (1808-1884) en Anna Krom (1811-1882). Aangenomen wordt dat Kramer in 1859 met fotografie in aanraking kwam door Loek Sax, een rondreizend daguerreotypist, die tijdelijk een atelier inrichtte in zijn vaders manufacturenzaak aan de Oude Boteringestraat. In 1868 opende hij met Sanders een eigen atelier achter de winkel van zijn vader, die inmiddels was verplaatst naar het Akerkhof. Hij maakte aanvankelijk veelal portretfoto's en in de achtertuin foto's van groepen studenten, zoals deze ook werden gemaakt door Israël Kiek. Kramer was enige tijd de vaste fotograaf van studentenvereniging Vindicat. Kramer werkte niet alleen in Groningen, maar ook in Assen en omgeving. Vanaf omstreeks 1870 werden in Assen foto's van hem uitgegeven.
In 1875 trouwde hij met Jantje Everdina Nienhuis (1849-1922). Uit dit huwelijk werd onder anderen zoon Petrus Bernhardus (Piet) Kramer (1878-1952) geboren, die na het overlijden van zijn vader de zaak overnam.
In 1876 won Kramer een zilveren medaille op een tentoonstelling in Utrecht. Twee jaar later won hij, samen met kunstschilder Eduard Treisse, een zilveren medaille in Veendam op de landbouwtentoonstelling ter gelegenheid van het 25-jarig bestaan van de afdeling Veendam-Wildervank van de Maatschappij van Landbouw.
Van 1886 tot 1889 had Kramer zijn woonhuis en atelier aan het Academieplein, bij de Broerkerk, in de stad. Vanaf dit adres start hij ook, als een van de eersten in Groningen, met de verkoop van fotografieartikelen. Hij ging in deze tijd meer en meer stadsgezichten vastleggen en maakte in opdracht van architect Cornelis Peters foto's van onder andere diens station in Nijmegen (1894) en Hoofdpostkantoor in Amsterdam (1898). Kramers foto's werden door Peters gebruikt ter illustratie van artikelen die hij schreef voor de Groningsche Volksalmanak. Kramer legde zich meer toe op de architectuurfotografie en adverteerde ook met dit specialisme.
In 1894 opende hij een kunsthandel annex fotozaak aan de Visschersstraat. In 1902 verhuisde hij naar de  Nieuwe Ebbingestraat. Kramer overleed het jaar erop, kort voor zijn achtenvijftigste verjaardag.

## Foto's (selectie)

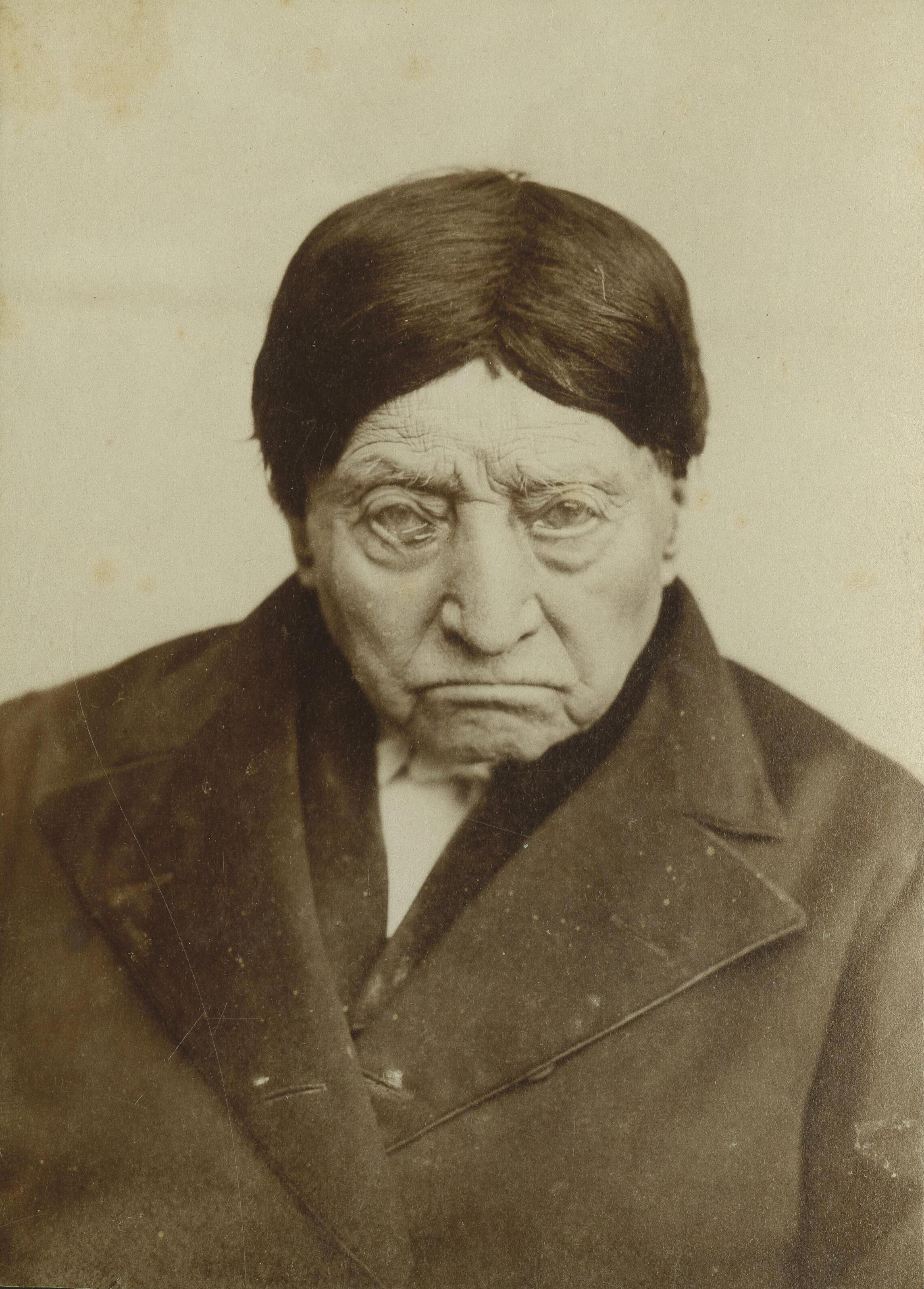
De 100-jarige Geert Adriaans Boomgaard (1888)
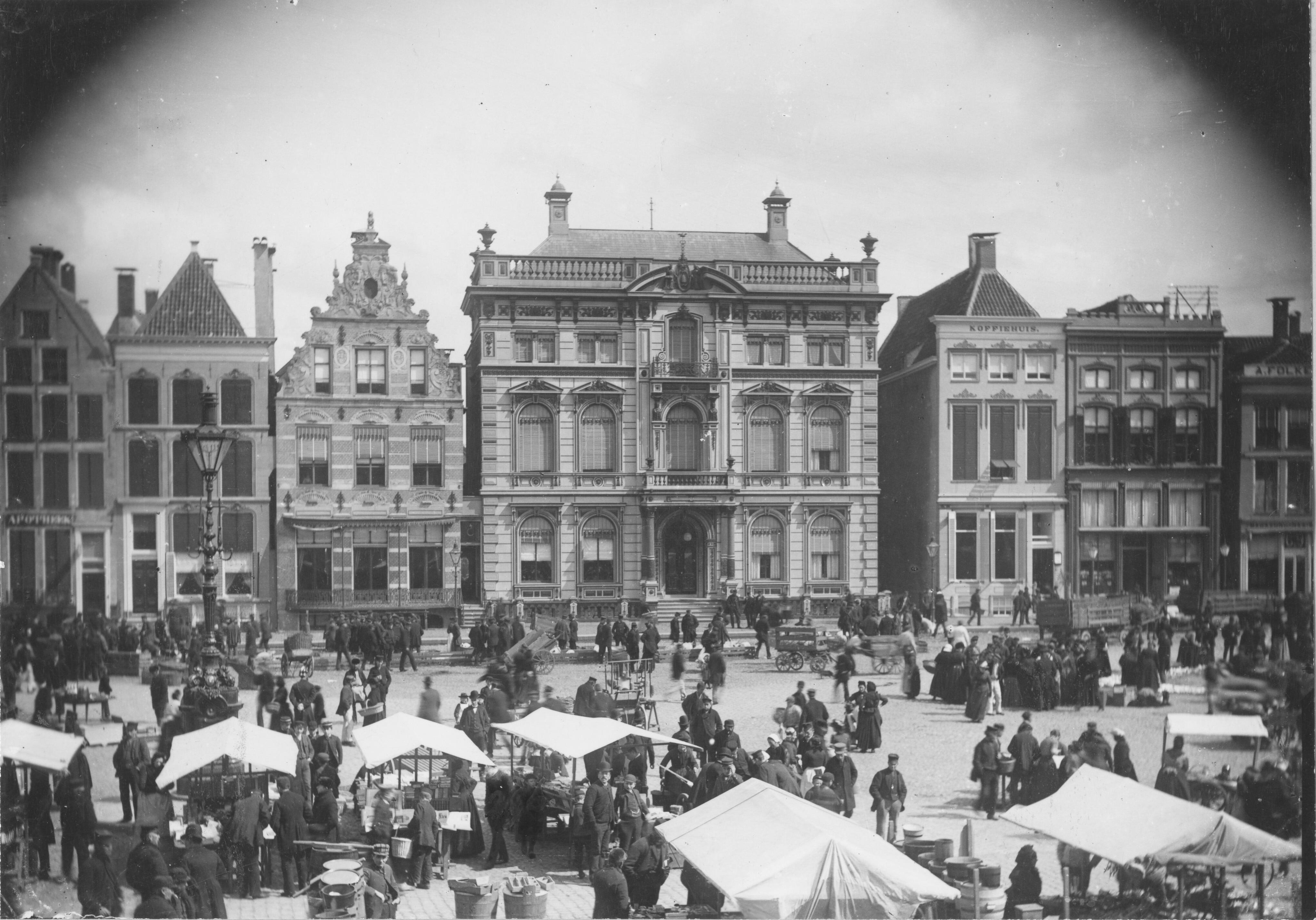
Oostwand van de Grote Markt met Scholtenhuis
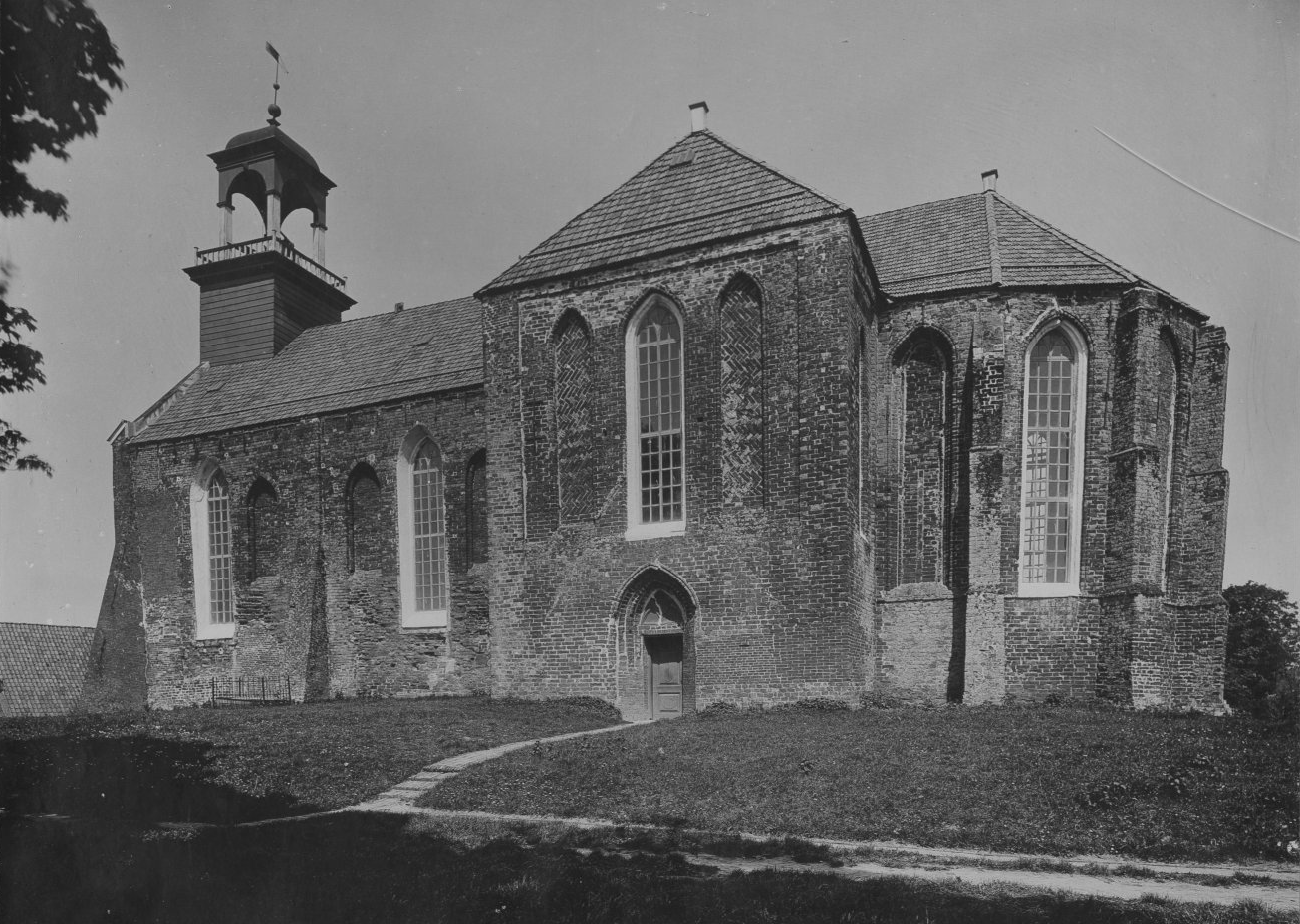
Kerk van Holwierde (1889)
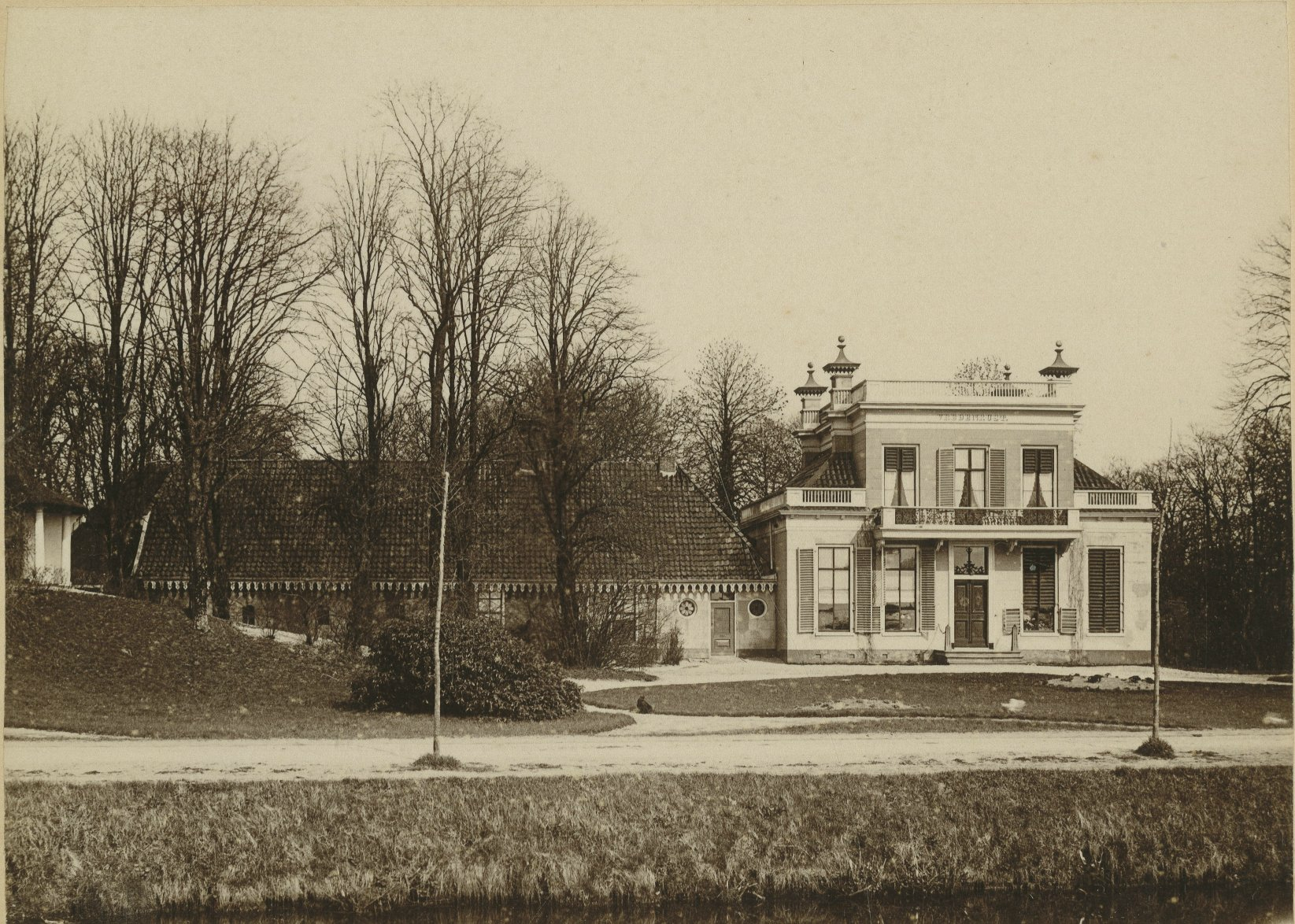
veenborg Vredenrust in Veendam
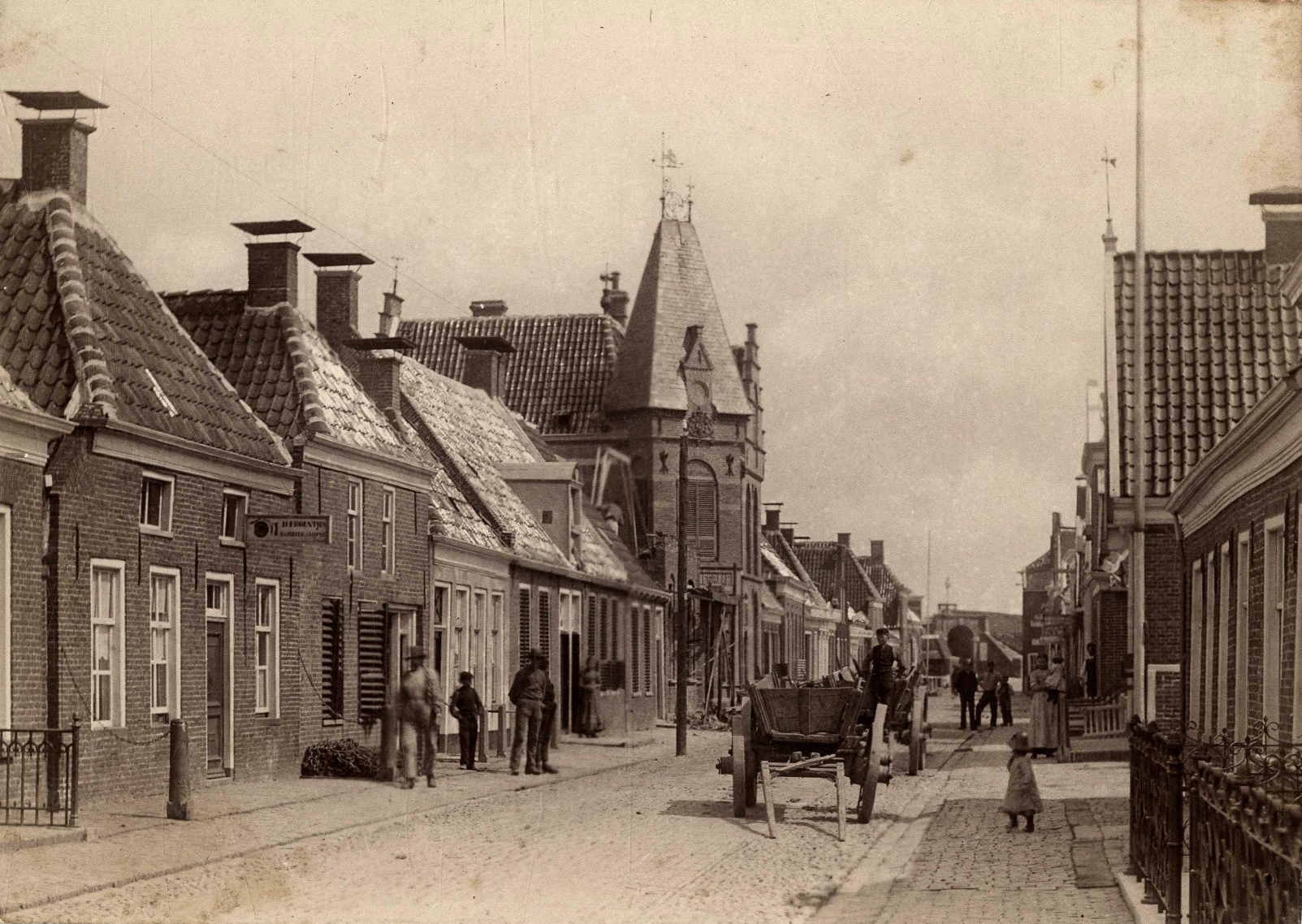
Waterstraat in Delfzijl